# Theristria mouldsorum
Theristria mouldsorum is een insect uit de familie van de Mantispidae, die tot de orde netvleugeligen (Neuroptera) behoort. 
Theristria mouldsorum is voor het eerst wetenschappelijk beschreven door Lambkin in 1986.